# Pulaski megye (Missouri)
Pulaski megye az Amerikai Egyesült Államokban, azon belül Missouri államban található. Megyeszékhelye Waynesville, legnagyobb városa Fort Leonard Wood. Lakosainak száma 53 955 fő (2020. április 1.). Pulaski megye Maries, Texas, Miller, Phelps, Laclede és Camden megyékkel határos.

## Népesség
A megye népességének változása:
| Lakosok száma | 52 879 | 53 273 | 53 445 | 53 748 | 53 221 | 53 955 |
|               | 2010   | 2011   | 2012   | 2013   | 2015   | 2020   |